# Daniel Almgren
Pour les articles homonymes, voir Almgren.
Daniel Almgren (né le 30 novembre 1979 à Markims) est un athlète suédois, spécialiste du décathlon.

## Performances
À Rakvere, Daniel Almgren a réalisé 7 733 points en juin 2009. Il bat son record personnel lors des Championnats du monde à Berlin, avec 7 803 points, le 20 août.